# Mi major
Mi major (també MiM en la notació europea i E en la notació americana) és la tonalitat que té l'escala major a partir de la nota mi. Així, l'escala està formada per les notes mi, fa#, sol#, la, si, do# i re#, i l'armadura té quatre sostinguts (fa, do, sol, re). El relatiu menor que li correspon és la tonalitat de do sostingut menor i la tonalitat homònima és la de mi menor.
Només dues de les 104 simfonies de Haydn estan escrites en mi major: les núms. 12 i 29. Encara al segle xix, les simfonies en aquesta tonalitat són rares, hi ha la Simfonia núm. 7 de Bruckner com un dels pocs exemples. Dues simfonies que comencen en re menor i acaben en mi major són la Simfonia núm. 1, "Gòtica", de Havergal Brian i la Simfonia núm. 4 de Nielsen. La Simfonia núm. 4 de Mahler comença en sol major, però acaba en mi major.
A més, mi major és la tonalitat del moviment final de la Simfonia inacabada de Schubert, la Simfonia núm. 2 de Rakhmàninov i la Simfonia núm. 10 de Xostakóvitx.
Cal tenir en compte que és una tonalitat difícil per als instruments de vent, acceptable per als instruments de corda de l'orquestra simfònica, i molt adequada per a la guitarra. Si n'hi ha de disponibles, els clarinets en la bemoll s'haurien d'usar en lloc dels clarinets en si bemoll; per als primers s'escriuria en sol major, mentre que per als segons seria en fa sostingut major o sol bemoll major.
Skriabin la va considerar la més pura de les tonalitats i la va elegir per a representar el color blanc en les propostes de la sinestèsia.